# Praça Charles de Gaulle
A Praça Charles de Gaulle (francês: Place Charles-de-Gaulle) ou Praça de l'Étoile (francês: Place de l'Étoile) de Paris é, indubitavelmente, uma das mais célebres praças europeias. Dela, irradiam-se 12 avenidas, razão pela qual foi, originalmente, nomeada L'Étoile (A Estrela). Ao centro, localiza-se o célebre Arco do Triunfo.

## História
Após o movimento revolucionário de 1848 e a ascensão de Napoleão III ao poder, este ordenou a prática de um amplo e soberbo projeto modernizador da capital francesa. Encabeçado pelo barão Haussmann, o novo plano parisiense consistiria em amplas avenidas e boulevards, intercalados por belos jardins, parques e praças. Assim, em 1854, surgiu a Place de L'Étoile, a qual tornou-se, desde então, ponto de partida ou passagem das principais paradas militares, manifestações e, claro, visitas turísticas.

Place Charles de Gaulle, Paris